# Perfect Symmetry (álbum de Keane)
Perfect Symmetry (Simetría Perfecta en español), es el tercer álbum de estudio de la banda británica de rock alternativo Keane. Fue publicado el 13 de octubre de 2008. El título del álbum fue anunciado el 31 de julio del mismo año.
Keane comenzó a grabar su nuevo disco después del término del Under The Iron Sea Tour. Los primeros títulos de las nuevas canciones fueron revelados en una edición de principios de 2008 en la revista Q.
Hasta la fecha el álbum ha vendido 752.000 copias, resultando ser un disco no tan vendido en comparación con sus trabajos anteriores.

## Lista de canciones
La lista de canciones oficial fue hecha pública el 17 de agosto de 2008, a través de su página web.
Todas las canciones han sido escritas por Tim Rice-Oxley (principal compositor), Tom Chaplin, y Richard Hughes.
| N.º   | Título                         | Productor(es)        | Duración |  |
| 1.    | «Spiralling»                   | Keane                | 4:19     |  |
| 2.    | «The Lovers Are Losing»        | Keane                | 5:04     |  |
| 3.    | «Better Than This»             | Keane                | 4:03     |  |
| 4.    | «You Haven't Told Me Anything» | Keane, Jon Brion^    | 3:47     |  |
| 5.    | «Perfect Symmetry»             | Keane                | 5:12     |  |
| 6.    | «You Don't See Me»             | Keane                | 4:03     |  |
| 7.    | «Again and Again»              | Keane, Stuart Price* | 3:50     |  |
| 8.    | «Playing Along»                | Keane                | 5:35     |  |
| 9.    | «Pretend That You're Alone»    | Keane                | 3:47     |  |
| 10.   | «Black Burning Heart»          | Keane, Stuart Price* | 5:23     |  |
| 11.   | «Love Is the End»              | Keane                | 5:37     |  |
| 50:43 |                                |                      |          |  |

Bonus Tracks
| Edición de iTunes |              |          |  |
| N.º               | Título       | Duración |  |
| 12.               | «My Shadow»  | 4:47     |  |
| 13.               | «Time to Go» | 3:50     |  |

| Edición Japonesa |                                                  |              |          |  |
| N.º              | Título                                           | Escritor(es) | Duración |  |
| 12.              | «My Shadow»                                      |              | 4:47     |  |
| 13.              | «Time to Go»                                     |              | 3:50     |  |
| 14.              | «The Lovers Are Losing (CSS Remix)»              |              | 4:35     |  |
| 15.              | «Spiralling - Diplo Vs. Keane "Mad Spirals Mix"» |              | 5:22     |  |
| 16.              | «Perfect Symmetry (Frankmusik Remix)»            |              | 4:56     |  |

Notas
(^) indica producción adicional

(*) indica coproductor

### Bonus DVD
1. Making of Perfect Symmetry documentary
2. Track by track commentary
3. "Spiralling" (Live Rehearsal)
4. "Spiralling" (Demo)
5. "The Lovers Are Losing" (Demo)
6. "Better Than This" (Demo)
7. "You Haven't Told Me Anything" (Demo)
8. "Perfect Symmetry" (Demo)
9. "You Don't See Me" (Demo)
10. "Again and Again" (Demo)
11. "Playing Along" (Demo)
12. "Pretend That You're Alone" (Demo)
13. "Black Burning Heart" (Demo)
14. "Love Is the End" (Demo)

## Posicionamiento
| País           | Posicionamiento | Ventas   | Certificación |
| -------------- | --------------- | -------- | ------------- |
| Reino Unido    | 1               | 300 000+ | Platino       |
| Argentina      | 1               | 20 000   | Oro           |
| México         | 1               |          |               |
| Países Bajos   | 3               |          |               |
| Irlanda        | 4               |          |               |
| Portugal       | 5               |          |               |
| Suiza          | 6               |          |               |
| Canadá         | 7               |          |               |
| España         | 7               |          |               |
| Estados Unidos | 7               | 135 000  |               |